# تشارلز جافي
تشارلز جافي (بالإنجليزية: Charles Jaffe)‏ هو لاعب شطرنج وكاتب أمريكي، ولد في 25 أبريل 1879 في دوبروفنا في بيلاروس، وتوفي في 12 يوليو 1941 في بروكلين في الولايات المتحدة.

## وصلات خارجية
- تشارلز جافي على موقع مباريات الشطرنج (الإنجليزية)
- تشارلز جافي على موقع 365Chess.com (الإنجليزية)